# Лощина (Львів)

Схема

Лощи́на — покинутий військовий вузол зв'язку, що розташований під землею на глибині 30 метрів, місто Львів. Являє собою систему 6 коридорів (у формі літери «Ш») з 54 кімнатами, одним ліфтом, двома сходовими клітинами, 2 гермокамерами із системою дезактивації, 2 дизель-генераторами по 6 циліндрів, системою вентиляції, опалювальною системою. Має 7 входів на нижньому рівні, ліфт від рівня вулиці Золотої.
Є одним з потенційних туристичних об'єктів, об'єднаних під спільною назвою Львівські підземелля.